# Vorvanj
Vorvanj (spermacet) je supstanca koja svojom konzistencijom podsjeća na vosak, a nalazi se u istoimenom organu u lubanji kita ulješure.
U šupljini glave ulješure nalaze se dvije tone te supstance. Na temperaturi ispod 30 °C spermacet je krut, a iznad toga postaje tekući. U krutom stanju ima veću gustoću nego u tekućem, pa ulješura grijanjem (dovođenjem veće količine krvi u organ) ili njenim hlađenjem (udisanjem zraka) može mijenjati svoju relativnu gustoću. To mu omogućuje da bez velikog napora roni na velike dubine, odnosno izranja iz njih. Na taj način štedi kisik u svojim pohodima u dubine.
Vorvanj (spermacet) se koristio prije svega za izradu visokokvalitetnih svijeća koje su davale vrlo svijetlo svjetlo i nisu dimile. Jedna svijeća (mjera za količinu svjetla) je prvobitno u Engleskoj definirana kao svjetlo svijeće koja svojim gorenjem u jednom satu potroši 7,77 g spermaceta. Supstanca je bila cijenjena i kao mazivo za osjetljive precizne strojeve. Pored toga, služila je kao sirovina za kozmetiku i lijekove. Danas je gotovo potpuno zamijenjena uljem od jojobe.
Prije se pretpostavljalo da je spermacet sjemena tekućina ulješare, ali se očito nije uzimalo u obzir da bi dvije tone sjemene tekućine – a uz to još u lubanji – ipak bile malo previše.